# بلک‌ادر ۲
بلک‌ادر ۲ (انگلیسی: Blackadder II) یک کمدی موقعیت بریتانیایی به نویسندگی ریچارد کرتیس و بن التون است که در سال ۱۹۸۶ میلادی منتشر شد.
داستان این مجموعه در دوران سلطنت الیزابت یکم انگلستان می‌گذرد و شخصیت اصلی آن یعنی «ادموند بلک‌ادر» در نقش ملازم و ندیم دودمان تودور ظاهر می‌شود که سعی دارد محبت و توجه ملکه را جلب کند، بدون آنکه سرش بر باد برود.